# Edward Salisbury Dana
Edward Salisbury Dana, född 16 november 1849 i New Haven, Connecticut, död 16 juni 1935, var en amerikansk geolog. Han var son till James Dwight Dana.
Dana var 1890–1917 professor i fysik vid Yale University i New Haven. Han deltog i sin fars arbete, och utgav 1892 sjätte upplagan av dennes A System of Mineralogy samt flera Appendix till detsamma. Han övertog även efter faderns död redaktörskapet för American Journal of Science. Dana utgav även A Textbook of Mineralogy (1877, tredje upplagan 1922), Textbook of Elementary Mechanics (1881) och Minerals and How to Study Them (1895).